# Трублаини, Николай Петрович
Николай Петрович Трублаи́ни (укр. Микола Петрович Трублаїні; настоящая фамилия Трублае́вский, укр. Трублаєвський; 12 [25] апреля 1907, Ольшанка, Подольская губерния, Российская империя — 4 октября 1941, близ села Козолуговка, Токмакский район, Запорожская область, Украинская ССР, СССР) — украинский советский писатель и журналист, автор приключенческих и фантастических произведений для детей и юношества.

## Биография
Родился в семье учительницы церковно-приходской школы и лесоруба. Учился в Немировской гимназии (1915—1920), обучение не закончил — сбежал на фронт Гражданской войны помогать красноармейцам. На фронт не попал: выпав из вагона поезда, повредил ноги. После выздоровления вернулся в родное село, где стал комсомольским активистом: организовал избу-читальню, руководил сельской самодеятельностью, в 16 лет заведовал сельстроем.
В винницких газетах (прежде всего в «Известиях ВУЦИК») начали появляться его очерки и корреспонденции о жизни на селе. В 1925 году редакция газеты «Червоний край» («Красный край») послала Трублаини в Харьков на Всеукраинские курсы журналистики при ЦК КП(Б)У. После окончании курсов работал литературным работником отдела информации, потом спецкором республиканской газеты «Вісті» («Вести»).
Зимой 1927 года как корреспондент «Вести» выехал в двухмесячную поездку на Дальний Восток. Его корреспонденции «Письма из далёкого путешествия», «Великим Сибирским путём» публиковались в газете под псевдонимом «Гнат Завирюха» («Игнат Вьюга»).
В 1928 году окончил первый курс физико-математического факультета Харьковского института народного образования.
В 1930 году, устроившись котельным дневальным на ледокол «Литке», совершил плавание из Одессы на остров Врангеля. Впечатления от путешествия легли в основу книг «В Арктику через тропики», «Человек спешит на Север», «„Ф. Литке“ — победитель льда». За участие в походе на ледоколе «Литке» награждён именным знаком «Герой труда», а также получил это высокое почётное звание, существовавшее до 1938 года. В 1932 году участвовал в арктических экспедициях на ледоколах «Сибиряков» и «Владимир Русанов».
В 1932—1934 годах написал 10 книг для детей и юношества, а также организовал при Харьковском Дворце пионеров «Клуб юных исследователей Арктики».
В 1939 году вступил в ВКП(б). В 1940 году возглавил Харьковский филиал издательства «Советский писатель». С началом Великой Отечественной войны ушёл на фронт военным корреспондентом газеты «Знамя Родины» 18-й армии Южного фронта. 3 октября 1941 года заменил погибшего пулемётчика и во время налёта вражеской авиации был смертельно ранен у села Козолуговка Токмацкого района Запорожской области. Скончался 4 октября 1941 года в санитарном поезде. Был похоронен около железнодорожной насыпи станции Любимовка, близ городка Ровеньки Луганской области. Позднее захоронение перенесли в братскую могилу павших солдат в городе Ровеньки.

## Экранизации
- «Юнга со шхуны „Колумб“» (1963) (режиссёр Е. Ф. Шерстобитов)

## Память
- В честь писателя названы улицы в Киеве (с 1974 года), Виннице, Хмельницком, Макеевке и Калуше; последняя была переименована в феврале 2016 года в рамках декоммунизации.
- В Киеве одна из районных библиотек для детей с 1957 года носит его имя.
- В городе Ровеньки одна из гимназий в центре города носит имя писателя. Перед школой установлен памятник. В вестибюле школы находится портрет писателя. Имя упомянуто на обелиске братской могилы.
- В Ольшанке существует музей-библиотека Н. П. Трублаини.
- В музее Харьковского областного Дворца детского и юношеского творчества существует стенд, посвящённый Н. Трублаини.
- В Харькове имя Н. П. Трублаини носят школа № 109 и детская библиотека № 4. В школе № 56 организован музей.
- Н. П. Трублаини посвящены баллада и множество стихов.
- В 1966 оду Винницким обкомом ЛКСМУ учреждена литературная премия имени Трублаини.
- В 1979 году редакция журнала «Пионерия» учредила премию имени Трублаини.
- В доме, где родился Н. П. Трублаини, учреждён музей. В центре села сооружён памятник.[5]